# Воденска българска община
Воденската българска община е гражданско-църковно сдружение на българите екзархисти във Воден, същестувала от 1869/1870 до 1913 година. Нейно задължение е поддръжката на българските училища, читалище и църкви, както и заплатите на учителите в града. Действията ѝ са силно затруднени от многочисленото гъркоманско население и от факта, че Воден е седалище на гръцката Воденска митрополия.

## История
Създаването на Воденската българска община е резултат от борбата за българска църковна независимост, започнала във Воден през 1863 година. В града работят Димитър Миладинов и Георги Динков.
Митрополит Никодим Воденски, за да противодейства на проекзархийското и на униатското движение в Енидже Вардар, допускал в църквите да се чете на български и дори самият той понякога водел проповедите си на местен български диалект. По-късно е заменен от фанатика фанариот Агатангел. В 1865/1866 година във фабриката на местния благодетел Георги Гогов е открит български параклис, а в 1868 година с пряката му подкрепа в града е открито българско училище по взаимната метода. В края на 1869 - началото на 1870 година е създадено българско читалище и се създава българската община. На празника на Константин и Елена през 1872 година българите завземат църквата „Свети Врач“ („Свети Безсребърници“) и започват собствена служба на български. Храмът на няколко пъти минава ту в гръцки, ту в български ръце, докато накрая окончателно става български.
Архимандрит Павел Божигробски е председател на църковната община между 1866 и 1870 година. При откриването на общината архимандрит Павел заявява:
| „ | Отче святий, дойде часът! Вдигнаха ся всичките пречки! Никодима изкоренихме и новия владика сподействувахме да не му доде берат и да чака часа, в който ще му духниме... | “ |

От 1870 година са запазени печатите на гражданската и църковната български воденски общини. В 1871 година Павел Божигробски е прогонен от Воден от властите и общината временно е оглавена от учителя Агапий Войнов.
На Първия български църковно-народен събор делегати от Воденската община са Георги Гогов и Димитър Македонски, като изказват желание Павел Божигробски да бъде издигнат за воденски владика. Към 1873 година членове на Воденската българска община са поп Туше (Туши, Тоше), Георги Гогов, Иван Безовели (Йован Безо), Иван Занешев, Димитър Занешев, Христо Ножче, Христо Камче (Камчев), Петър Божков, Христо Занешев и други.
В българското училище до Руско-турската война преподават Агапий Войнов, Търпо Поповски, Димитър Македонски, Станислава Караиванова и майка ѝ Неделя Петкова, воденчанките Екатерина Бодачева и Евтимица Църничкарова, отново Агапий Войнов, Димитър Франго от Богданци, Костадин Стефанов от Търново или Силистра, Костадин Маджуков от Ново село, Траян Кундураджиев, Петър Анчев от Прилеп и Димитър Стойчев от Одрин.
Въпреки противодействието на Цариградската патриаршия Воденската община е една от дейните български общини в Македония, като умело изгражда църковно-просветното дело в града. През 1878 година представителите на Воденска българска община Тръпче Стоянов и Йован Безо подписват Мемоара на българските църковно-училищни общини в Македония.
Постепенно Воденската българска община изтласква Цариградската патриаршия от Воден. В началото на 80-те години на XIX век Воден има 1400 къщи – 980 български и 420 турски, към 90-те години 790 от българските къщи все още са патриаршистки, а 190 – екзархистки. През 80-те години разпрата между българите и гъркоманите за църковните имущества става изключително остра, поради влиянието на гръцкия владика Йеротей Воденски. На 27 септември 1880 година воденските власти привикват местните български първенци и им нареждат официално да се откажат от Екзархията и да не се занимават вече с политика. Битолският руски консул Николай Скрябин пише в доклада си:
| „ | Българските първенци протестирали против това насилие, справедливо заявявайки, че те не само могат, но и са длъжни да се надяват, че ще осъществят правата, дадени им от Румелийската комисия, и които турското правителство е длъжно да ги признае, като въведе отдавна обещаните реформи. | “ |

Властите отново заплашват общинарите, че ще бъдат преследвани „като революционери“ при неподчинение, но българските първенци не се уплашват. В 1882 година е избрана нова община, начело със свещеник Антон Фотев и членове Ношче, Вани Хаджичамов, Туше Хаджизанешев, Васил Пожар, Манол Гауку. Общината държи една от градските църкви „Свети Врач“ и действа пред властите да получи и едно училище.
В 1883 година за наместник и председател на общината е назначен отец Петър Писарев от Пловдивската епархия, препоръчан от Панарет Пловдивски. Общината го избрала за председател и настояла той да бъде и енорийски свещеник заедно със старите екзархийски свещеници, но екзархът сметнал, че той трябва да е свободен от енорийски задължения като председател на общината и учител по закон Божи в училището. През пролетта на 1884 година Петър Писарев напуска Воден и Екзархията изпраща отец Емануил Джуджев от Панагюрище, който е избран от общината за председател. Емануил Джуджев се заема усърдно с църковното и учебното дело в града. В 1885 година председател на общината е поп Христо Манчев. На 6 май 1885 година общината тържествено с шествие до училището и молебен отбелязва стогодишнината от смъртта на Свети Методий.
В 1887 – 1889 година главен учител във Воден е Георги Кандиларов, който е избран за член и за председател на Воденската българска община и работи активно за уреждането на българското просветно дело във Воденско.
Постепенно между 1882 и 1886 година училището във Воден се превръща от основно в трикласно с две дузини ученици. През учебната 1900/1901 година то е трикласно, главен учител е Владимир Бояджиев. Сред учителите са Т. Левов, Кирил Пърличев, К. Гешев, Илия Гулабчев, Владимир Бояджиев, Кирил Янков, Хр. Карпузов, П. Мацанова. Председател на Българската църковна община в 1901 година е свещеник Иван П. Антонов. Той остава на тази позиция до 1904 година.
През учебната 1902/1903 година в околията има 20 основни и едно класно училище, с 38 учители и 1400 ученици. За същата година гръцките училища са 19 основни и едно класно, с 35 учители и 935 ученици. Български училища има в селата Теово (1872), Острово (1880), Кронцелево (1863), Владово (1873), Жерви (1891), Месимер (1888), Почеп (1890), Вълкояново (1888).
По данни на секретаря на екзархията Димитър Мишев („La Macédoine et sa Population Chrétienne“) в 1905 година във Воден има 3600 българи екзархисти, 6280 българи патриаршисти гъркомани, 30 власи и 270 цигани. В града функционират три български – две основни и едно прогимназиално – училища и три гръцки – две основни и едно прогимназиално.
На 13 септември 1904 година общината е оглавена от архимандрит Иларион, който остава на този пост до 1907 година. След Младотурската революция от юли 1908 година повечето от селските църкви във Воденска епархия преминават към Българската екзархия, заради численото превъзходство на екзархистите над патриаршистите.
През декември 1909 година Българската екзархия назначава Тома Николов за управляващ българската Воденска епархия, а през 1910 година във Воден се провежда събрание на епархията с делегати от Гевгели, Енидже Вардар, Съботско, Воден и Гумендже, на което е избран епархийски смесен съвет в състав Иван Занешев, Христо Саракинов, Туше Металоров и други.
През учебната 1909/1910 година учители във Воден са Стоян Георгиев (главен учител), Тръпче Шаламанов, Константин Гешев, Георги Калимаев, Яков Янков, Султана Гацева, Донка Червенкова, Георги Ковачев, Елена Карамичева, Васил Попконстантинов, Евтимица Лътева.
Общината е разтурена през 1913 година, когато областта попада в границите на Кралство Гърция. Гръцките военни и полицейски власти предприемат масов терор над българското население. На 20 и 21 юни 1913 година само в града са арестувани 40 души българи. Сред тях са екзархийският наместник архимандрит Тома Николов, неговият секретар Йордан Шайнов, свещениците Илия Попсотиров, Христо Шаламанов, учителите Георги Ковачев, Костадин Бодачев, Георги Томчев, Тодор Апостолов и други.

## Председатели
- Архимандрит Павел Божигробски (1866 – 1870)
- свещеник Антон Фотев (1882 – 1883)
- отец Петър Писарев (1883 – 1884)
- отец Емануил Джуджев (1884 – 1885)
- поп Христо Манчев (1885 – 1887)
- Георги Кандиларов (1887 – 1889)
- свещеник Иван П. Антонов (1901 – 1904)
- архимандрит Иларион (1904 – 1907)
- свещеник Тома Николов (1909 – 1913)

## Документи
Таблици за полугодишните успехи, поведение и отсъствия на учениците и ученичките от 1-ви до 3-ти клас, учители и преподаваните от тях предмети във Воденското българско трикласно училище (1900/1901 учебна година)
- 1-ви клас, класен учител Илия Гулабчев, с. 1
- 1-ви клас, с. 2
- 2-ри клас, класен учител К. Гешев , с. 1
- 2-ри клас, с. 2
- 3-ти клас, класен учител Т. Левов

Ведомости за заплатите на учителите
- септември и октомври 1909 година
- ноември 1909 година